# Пихта нумидийская
Пи́хта нумиди́йская, или пихта алжи́рская (лат. Abies numidica, название от исторической области Нумидия), — вид растений рода Пихта (Abies) семейства Сосновые (Pinaceae).

## Распространение
Эндемик Алжира, растёт на площади в несколько квадратных километров по северным склонам гор Бабор и Табабор (национальный парк Бабор, Кабилия), на высоте 1800—2000 м над уровнем моря.

## Ботаническое описание
Дерево 15—20 (редко 25) м высотой. Крона правильно конусовидная, густая. Ветви горизонтально поставленные, растут мутовчато. Молодая кора серая и гладкая, старая — тёмно-бурая и пластинчатая с продольными бороздчатыми трещинами. Побеги голые, толстые, вначале желтовато-зелёные, затем буро-красные или коричневые. Почки крупные, яйцевидные, сначала смолистые, позже почти без смолы; почечные чешуи рыхло налегающие, сероватые или светло-коричневые. Хвоя густая, толстая, плотная, сверху тёмно-зелёная, снизу с двумя беловатыми устьичными полосками, 15—20 (25) мм длиной и 2—2,5 мм шириной.
Мужские стробилы цилиндрические, 15—17 мм длиной и 6—7 мм шириной; микроспорофиллы 2 мм длиной. Женские шишки удлиненно-цилиндрические, смолистые, тупые, серо-коричневые, 12—20 см длиной и 3—6 см шириной. Семенные чешуи клиновидные, наверху очень широкие, 25 мм длиной и 33 мм шириной, с ушками, к основанию глубоко выемчатые, внезапно вытянутые в ножку 8 мм длиной. Кроющие чешуи овальные, 6 мм длиной, по краям выгрызенно-зубчатые, с небольшим острием, снаружи не видны. Семена светло-коричневые, 12 мм длиной; снабжены крылом, 18 мм длиной. Семядолей 5—7, 28 мм длиной.
Опыление в апреле, шишки созревают в октябре и рассыпаются во второй половине ноября.

## Синонимы
Гомотипные
- Picea numidica (de Lannoy ex Carrière) R.Sm. ex Gordon (1875)
- Abies pinsapo var. numidica (de Lannoy ex Carrière) Salomon (1884)
- Abies pinsapo subsp. numidica (de Lannoy ex Carrière) A.E.Murray (1982)

Гетеротипные
- Abies baborensis Coss. (1866)
- Abies pinsapo var. baborensis (Coss.) Coss. (1866)
- Pinus baborensis (Coss.) W.R.McNab (1876)